# Markiz Salisbury
Markiz Salisbury, ang. Marquess of Salisbury – brytyjski tytuł parowski kreowany w parostwie Anglii i Wielkiej Brytanii.
- Dodatkowymi tytułami markiza Salisbury są:
  - hrabia Salisbury
  - wicehrabia Cranborne
  - baron Cecil
- Najstarszy syn markiza Salisbury nosi tytuł wicehrabiego Cranborne
- Rodowymi siedzibami markizów Salisbury są Hatfield House i Cranborne

Hrabiowie Salisbury 1. kreacji (parostwo Anglii)
- 1145–1168: Patryk z Salisbury, 1. hrabia Salisbury
- 1168–1196: William z Salisbury, 2. hrabia Salisbury
- 1196–1226: William de Longespee, 3. hrabia Salisbury
- 1226–1310: Margaret de Lacy, 4. hrabina Salisbury
- 1310–1322: Alice Plantagenet, 5. hrabina Salisbury

Hrabiowie Salisbury 2. kreacji (parostwo Anglii)
- 1337–1344: William Montacute, 1. hrabia Salisbury
- 1344–1397: William Montacute, 2. hrabia Salisbury
- 1397–1400: John Montacute, 3. hrabia Salisbury
- 1421–1428: Thomas Montacute, 4. hrabia Salisbury
- 1428–1460: Richard Neville, 5. hrabia Salisbury
- 1460–1471: Richard Neville, 6. hrabia Salisbury

Hrabiowie Salisbury 3. kreacji (parostwo Anglii)
- 1472–1478: Jerzy Plantagenet, książę Clarence

Hrabiowie Salisbury 4. kreacji (parostwo Anglii)
- 1478–1484: Edward Middleham, 1. hrabia Salisbury

Hrabiowie Salisbury 2. kreacji (odnowienie tytułu)
- 1485–1499: Edward Plantagenet, 7. hrabia Salisbury
- 1499–1539: Małgorzata Pole, 8. hrabina Salisbury

Hrabiowie Salisbury 5. kreacji (parostwo Anglii)
- 1605–1612: Robert Cecil, 1. hrabia Salisbury
- 1612–1668: William Cecil, 2. hrabia Salisbury
- 1668–1683: James Cecil, 3. hrabia Salisbury
- 1683–1694: James Cecil, 4. hrabia Salisbury
- 1694–1728: James Cecil, 5. hrabia Salisbury
- 1728–1780: James Cecil, 6. hrabia Salisbury
- 1780–1823: James Cecil, 7. hrabia Salisbury

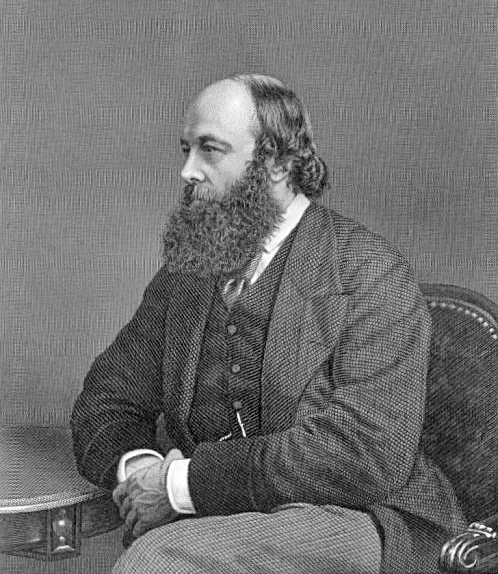
Robert Arthur Talbot Gascoyne-Cecil, 3. markiz Salisbury

Markizowie Salisbury 1. kreacji (parostwo Wielkiej Brytanii)
- 1789–1823: James Cecil, 1. markiz Salisbury
- 1823–1868: James Brownlow William Gascoyne-Cecil, 2. markiz Salisbury
- 1868–1903: Robert Arthur Talbot Gascoyne-Cecil, 3. markiz Salisbury
- 1903–1947: James Edward Hubert Gascoyne-Cecil, 4. markiz Salisbury
- 1947–1972: Robert Arthur James Gascoyne-Cecil, 5. markiz Salisbury
- 1972–2003: Robert Edward Peter Gascoyne-Cecil, 6. markiz Salisbury
- 2003–: Robert Michael James Gascoyne-Cecil, 7. markiz Salisbury

Następca 7. markiza Salisbury: Robert Edward William Gascoyne-Cecil, wicehrabia Cranborne